# منطقة لندن الحضرية الكبرى
51°30′26″N 0°07′40″W / 51.5073°N 0.1277°W
منطقة لندن الكبرى الحضرية (بالإنجليزية:Greater London Urban Area) هي المجتمعات الحضرية القائمة حول عاصمة إنجلترا لندن، على النحو المحدد في مكتب الإحصاءات الوطنية. وكان يقدر عدد سكانها 8,505,000 في عام 2005، واحتلت مساحة 1,623.3 كم مربع (626.8 ميل مربع) في عام 2001.

## الأجزاء المكونة
في عام 2001، حدد مكتب الإحصاءات الوطنية في لندن الحضرية الكبرى بأنها تتكون من المناطق التالية:

### لندن الكبرى
داخل لندن الكبرى هناك 33 منطقة مقابلة لمدينة لندن وضواحي لندن، وهي:
- باركينغ وداغنهام
- بارنيت
- بيكسلي
- برنت
- بروملي
- كامدن
- كرويدون
- إيلنغ
- ملعب أنفيلد
- غرينتش
- بتذلل
- هامرسميث وفولهام
- هارينجي
- مشط
- هافرينغ
- هيلينجدون
- هونسلو
- إزلنغتون
- كينسينجتون وتشلسي
- كينغستون
- امبث
- لويشام
- مدينة لندن
- ميرتون
- نيوهام
- ريد بريدج
- ريتشموند
- ساوثوورك
- ساتون
- برج هامليتس
- والثم فورست
- اندسوورث
- وستمنستر